# Ингрэм, Брэндон
Брэндон Ксавьер Ингрэм  (англ. Brandon Xavier Ingram; род. 2 сентября 1997 года, Кинстон, Северная Каролина, США) — американский профессиональный баскетболист, выступающий за команду Национальной баскетбольной ассоциации «Торонто Рэпторс». Играет на позиции лёгкого форварда. Выступал за команду высшей школы Кинстон, где ежегодно признавался лучшим игроком турнира, а в выпускном сезоне получил приз «Мистер баскетбол Северной Каролины». На студенческом уровне в течение одного сезона выступал за команду «Дьюк Блю Девилз», по итогам которого был признан новичком года, а также включён во вторую сборную конференции АСС, после этого решил выставить свою кандидатуру на драфт НБА. На драфте НБА 2016 года в первом раунде под общим вторым номером был выбран клубом «Лос-Анджелес Лейкерс».

## Ранние годы
Родился 2 сентября 1997 года в Кинстоне, штат Северная Каролина в семье Дональда и Джоанны Ингрэм. У Брэндона есть старший брат Донован и старшая сестра Бриттани. Ранее отец был полицейским и руководителем местного спортивного зала, затем сменил профессию и стал сварщиком. До этого Дональд также на полупрофессиональном уровне занимался спортом.

## Колледж
В колледже начал играть с двух товарищеских матчей против Южной Флориды и Ливингстоуна. В дебютном матче за Университет Дьюка Ингрэм набрал 15 очков против Сиены, реализовав 5 бросков из 16.

## Профессиональная карьера

### Лос-Анджелес Лейкерс (2016—2019)
Брэндон Ингрэм был выбран на драфте НБА 2016 года под общим вторым номером клубом «Лос-Анджелес Лейкерс». 9 июля 2016 года он дебютировал за клуб в матче летней лиги НБА в матче против «Нью-Орлеан Пеликанс». В первой игре за «Лейкерс» Ингрэм набрал 12 очков, взял 4 подбора и сделал 2 блок-шота. Брэндон Ингрэм сыграл в летней лиге 5 матчей на позиции легкого форварда. Он набирал в среднем 12,2 очка и делал в среднем 4,2 подбора за 27,3 минуты игрового времени. В 2017 году был выбран в качестве игрока сборной США на «Матч восходящих звезд лиги» против сборной мира. Матч был сыгран 17 февраля в Нью-Орлеане в рамках проведения «Звездного Уик-энда». Там Ингрэм набрал 4 очка и 3 подбора за 16 минут игрового времени. Он впервые в карьере набрал 20 очков 26 февраля, набрав 22 очка в проигрыше от «Сан-Антонио Сперс» со счетом 98:119. По окончании сезона он был включен во вторую сборную новичков НБА.
Во время своей единственной игры в Летней лиге Ингрэм набрал 26 очков в первой же игре и, по мнению Los Angeles Times, «потрясающе дебютировал этим летом [...] и превзошел всех остальных игроков на площадке». 20 октября 2017 года он набрал максимальные в карьере 25 очков в победе над «Финикс Санз» со счетом 132:130. 15 ноября 2017 года он набрал 26 очков и 11 подборов в проигрыше от «Филадельфии Севенти Сиксерс» со счетом 109:115. 29 ноября он набрал максимальные в карьере 32 очка в проигрыше от «Голден Стэйт Уорриорз» со счетом 123:127. 7 декабря он набрал 21 очко, включая победный 3-очковый за 0.8 секунды до конца матча, и привел «Лейкерс» к победе над «Сиксерс» со счетом 107:104, в результате чего клуб прервал пятиматчевую серию поражений. 5 января 2018 года он набрал 22 очка и сделал 14 подборов в матче с «Шарлотт Хорнетс». Второй год он участвует в матче новичков во время уикенда всех звезд за команду США. 1 марта Ингрэм получил растяжение паха, из-за которого пропустил 12 игр подряд. Он вернулся 30 марта в матче против «Милуоки Бакс», но во время игры получил ушиб мышц шеи, был помещен в протокол травмированных игроков НБА из-за сотрясения мозга и пропустил остаток сезона.
В начале сезона 2018/19 Ингрэм получил четырехматчевую дисквалификацию за участие в драке против «Хьюстон Рокетс» 20 октября. В декабре он пропустил семь игр из-за растяжения связок левой лодыжки. 17 января 2019 года он сделал максимальные в карьере 11 передач в овертайме в матче с «Оклахома-Сити Тандер». 29 января он набрал максимальные в карьере 36 очков в матче с «Филадельфией Севенти Сиксерс». 9 марта Ингрэм выбыл до конца сезона из-за тромбоза глубокой вены на руке.

### Нью-Орлеан Пеликанс (2019—2025)
6 июля 2019 года был обменян вместе с Лонзо Боллом, Джошом Хартом и тремя пиками первого раунда драфта в «Нью-Орлеан Пеликанс» на Энтони Дэвиса..
4 ноября 2019 года Ингрэм набрал 40 очков в проигранном матче с «Бруклин Нетс». 16 января 2020 года он превзошел этот карьерный максимум, набрав 49 очков в матче с «Ютой Джаз». Ингрэм обеспечил «Нью-Орлеану» преимущество в одно очко, забросив бросок за 0,2 секунды до конца основного времени, после чего Руди Гобер заработал на себе фол и штрафным броском перевел игру в овертайм. В первый же год в составе «Пеликанс» он стал участником матча всех звезд НБА. Он был назван самым прогрессирующим игроком НБА, набирая в среднем 23,8 очка. 6,1 подбора и 4,2 передачи за игру. Став ограниченно свободным агентом в межсезонье 2020 года, Ингрэм переподписал с «Пеликанс» пятилетний контракт на 158 миллионов долларов. В его контракте нет опции игрока или команды, что позволяет Инграму снова стать свободным агентом в межсезонье 2025 года.
3 декабря 2021 года Ингрэм записал на свой счет 12 результативных передач, а также 24 очка и 8 подборов в победе над «Даллас Маверикс» со счетом 107:91. Два дня спустя он набрал максимальные в сезоне 40 очков в поражении от «Хьюстон Рокетс» со счетом 108:118. 11 января 2022 года Ингрэм набрал 33 очка, сделал 9 передач и забросил победный трехочковый, благодаря чему «Пеликанс» одержали победу над «Миннесотой Тимбервулвз» со счетом 128:125. 19 апреля в игре 2 первого раунда плей-офф Ингрэм набрал 37 очков, 11 подборов и 9 передач в победе над «Финикс Санз» со счетом 125:114. В игре 4, 24 апреля, Ингрэм набрал 30 очков в победе со счетом 118:103 и помог сравнять счет в серии. «Новый Орлеан» проиграл «Финиксу» в шести матчах, несмотря на то, что Ингрэм набирал в среднем 27,0 очков, 6,2 подбора и 6,2 передачи. 7 июня Ингрэм перенес операцию на мизинце правой руки и выбыл на срок от 6 до 8 недель.
24 марта 2023 года Ингрэм оформил первый трипл-дабл в своей карьере в НБА, набрав 30 очков, 11 подборов и 10 передач в победе «Пеликанс» над «Шарлотт Хорнетс» со счетом 115:96. 30 марта Ингрэм оформил трипл-дабл, набрав 31 очко, 11 подборов и 10 передач в победе над «Денвер Наггетс» со счетом 107:88. Он присоединился к Крису Полу, став вторым игроком в истории «Пеликанс», набравшим в нескольких матчах не менее 30 очков, 10 подборов и 10 передач. 9 апреля, в заключительной игре сезона 2022/23, Ингрэм показал рекордные в сезоне 42 очка, 12 подборов и 7 передач в проигрыше против «Миннесоты Тимбервулвз».
6 февраля 2024 года Ингрэм набрал 41 очко, девять подборов и шесть передач в победе над «Торонто Рэпторс» со счетом 138:100. Он стал первым игроком в истории НБА, набравшим не менее 40 очков, реализовавшим восемь и более трехочковых бросков, реализовавшим не менее 75+% бросков с игры и при этом не совершившим ни одной потери.
8 декабря 2024 года Ингрэм получил растяжение связок левого голеностопа в матче против «Оклахома-Сити Тандер», который стал его последней игрой за «Пеликанс».

### Торонто Рэпторс (2025—настоящее время)
6 февраля 2025 года Ингрэм был отдан в «Торонто Рэпторс» в обмен на защитника Брюса Брауна, центрового Келли Олиника, выбор в первом раунде драфта 2026 года (через «Индиану») и выбор во втором раунде драфта 2031 года. 12 февраля Ингрэм продлил контракт с канадской командой. 9 апреля 2025 года Ингрэм получил инъекцию плазмы крови и пропустит оставшуюся часть сезона.

## Национальная команда
Ингрэм вместе с двумя другими молодыми игроками «Лейкерс» Д’Анджело Расселлом и Джулиусом Рэндлом были приглашены в 2016 году для тренировок с национальной сборной США для подготовки к олимпийскому турниру.

## Личная жизнь
В детстве одним из любимых занятий Ингрэма была рыбалка с бабушкой на Атлантик-Бич.
Ингрэм подписал контракт с Excel Sports Management и был представлен основателем и президентом Excel Джеффом Шварцем.
В 2016 году он решил подписать контракт с Adidas и снялся в рекламе вместе с Крисом Данном. 
В начале 2017 года он объединился с уличным художником из Лос-Анджелеса Джонасом Невером для кампании Delta «Beyond the Court», в рамках которой Ингрэм и его партнер по «Лейкерс» Джордан Кларксон показывали свои увлечения вне баскетбола. В то время как Кларксон представлялся как начинающий дизайнер одежды, страсть Ингрэма к искусству началась с рисования баскетболистов и персонажей мультфильмов, чему способствовало посещение занятий в Дьюке.

## Статистика

### Статистика в НБА
| Сезон                                                                                    | Команда    | Регулярный сезон | Регулярный сезон | Регулярный сезон | Регулярный сезон | Регулярный сезон | Регулярный сезон | Регулярный сезон | Регулярный сезон | Регулярный сезон | Регулярный сезон | Регулярный сезон | Серия плей-офф | Серия плей-офф | Серия плей-офф | Серия плей-офф | Серия плей-офф | Серия плей-офф | Серия плей-офф | Серия плей-офф | Серия плей-офф | Серия плей-офф | Серия плей-офф |
| Сезон                                                                                    | Команда    | GP               | GS               | MPG              | FG%              | 3P%              | FT%              | RPG              | APG              | SPG              | BPG              | PPG              | GP             | GS             | MPG            | FG%            | 3P%            | FT%            | RPG            | APG            | SPG            | BPG            | PPG            |
| ---------------------------------------------------------------------------------------- | ---------- | ---------------- | ---------------- | ---------------- | ---------------- | ---------------- | ---------------- | ---------------- | ---------------- | ---------------- | ---------------- | ---------------- | -------------- | -------------- | -------------- | -------------- | -------------- | -------------- | -------------- | -------------- | -------------- | -------------- | -------------- |
| 2016/17                                                                                  | Лейкерс    | 79               | 40               | 28,8             | 40,2             | 29,4             | 62,1             | 4,0              | 2,1              | 0,6              | 0,5              | 9,4              | Не участвовал  | Не участвовал  | Не участвовал  | Не участвовал  | Не участвовал  | Не участвовал  | Не участвовал  | Не участвовал  | Не участвовал  | Не участвовал  | Не участвовал  |
| 2017/18                                                                                  | Лейкерс    | 59               | 59               | 33,5             | 47,0             | 39,0             | 68,1             | 5,3              | 3,9              | 0,8              | 0,7              | 16,1             | Не участвовал  | Не участвовал  | Не участвовал  | Не участвовал  | Не участвовал  | Не участвовал  | Не участвовал  | Не участвовал  | Не участвовал  | Не участвовал  | Не участвовал  |
| 2018/19                                                                                  | Лейкерс    | 52               | 52               | 33,8             | 49,7             | 33,0             | 67,5             | 5,1              | 3,0              | 0,5              | 0,6              | 18,3             | Не участвовал  | Не участвовал  | Не участвовал  | Не участвовал  | Не участвовал  | Не участвовал  | Не участвовал  | Не участвовал  | Не участвовал  | Не участвовал  | Не участвовал  |
| 2019/20                                                                                  | Нью-Орлеан | 62               | 62               | 33,9             | 46,3             | 39,1             | 85,1             | 6,1              | 4,2              | 1,0              | 0,6              | 23,8             | Не участвовал  | Не участвовал  | Не участвовал  | Не участвовал  | Не участвовал  | Не участвовал  | Не участвовал  | Не участвовал  | Не участвовал  | Не участвовал  | Не участвовал  |
| 2020/21                                                                                  | Нью-Орлеан | 61               | 61               | 34,3             | 46,6             | 38,1             | 87,8             | 4,9              | 4,9              | 0,7              | 0,6              | 23,8             | Не участвовал  | Не участвовал  | Не участвовал  | Не участвовал  | Не участвовал  | Не участвовал  | Не участвовал  | Не участвовал  | Не участвовал  | Не участвовал  | Не участвовал  |
| 2021/22                                                                                  | Нью-Орлеан | 55               | 55               | 34,0             | 46,1             | 32,7             | 82,6             | 5,8              | 5,6              | 0,6              | 0,5              | 22,7             | 6              | 6              | 39,3           | 47,5           | 40,7           | 83,0           | 6,2            | 6,2            | 0,7            | 0,3            | 27,0           |
| 2022/23                                                                                  | Нью-Орлеан | 45               | 45               | 34,2             | 48,4             | 39,0             | 88,2             | 5,5              | 5,8              | 0,7              | 0,4              | 24,7             | Не участвовал  | Не участвовал  | Не участвовал  | Не участвовал  | Не участвовал  | Не участвовал  | Не участвовал  | Не участвовал  | Не участвовал  | Не участвовал  | Не участвовал  |
| 2023/24                                                                                  | Нью-Орлеан | 64               | 64               | 32,9             | 49,2             | 35,5             | 80,1             | 5,1              | 5,7              | 0,8              | 0,6              | 20,8             | 4              | 4              | 36,3           | 34,5           | 25,0           | 89,5           | 4,5            | 3,3            | 1,0            | 1,3            | 14,3           |
| 2024/25                                                                                  | Нью-Орлеан | 18               | 18               | 33,1             | 46,5             | 37,4             | 85,5             | 5,6              | 5,2              | 0,9              | 0,6              | 22,2             | Не участвовал  | Не участвовал  | Не участвовал  | Не участвовал  | Не участвовал  | Не участвовал  | Не участвовал  | Не участвовал  | Не участвовал  | Не участвовал  | Не участвовал  |
|                                                                                          | Всего      | 495              | 456              | 33,0             | 46,8             | 36,3             | 78,8             | 5,2              | 4,3              | 0,7              | 0,6              | 19,5             | 10             | 10             | 38,1           | 43,4           | 37,1           | 84,8           | 5,5            | 5,0            | 0,8            | 0,7            | 21,9           |
| Наведите курсор мыши на аббревиатуры в заголовке таблицы, чтобы прочесть их расшифровку. |            |                  |                  |                  |                  |                  |                  |                  |                  |                  |                  |                  |                |                |                |                |                |                |                |                |                |                |                |

### Статистика в NCAA
| Сезон | Команда | Conf  | Class | GP | GS | MPG  | FG%  | 3P%  | FT%  | RPG | APG | SPG | BPG | PPG  |
| --- | ------- | ----- | ----- | -- | -- | ---- | ---- | ---- | ---- | --- | --- | --- | --- | ---- |
| 2015/16 | Дьюк    | ACC   | FR    | 36 | 34 | 34,6 | 44,2 | 41,0 | 68,2 | 6,8 | 2,0 | 1,1 | 1,4 | 17,3 |
| Всего | Всего   | Всего | Всего | 36 | 34 | 34,6 | 44,2 | 41,0 | 68,2 | 6,8 | 2,0 | 1,1 | 1,4 | 17,3 |
| Наведите курсор мыши на аббревиатуры в заголовке таблицы, чтобы прочесть их расшифровку Статистика приведена с сайта sports-reference.com |         |       |       |    |    |      |      |      |      |     |     |     |     |      |